# Jelysaweta Tschawdar
Jelysaweta Iwaniwna Tschawdar (ukrainisch Єлизавета Іванівна Чавдар; russisch Елизавета Ивановна Чавдар/Jelisaweta Iwaniwna Tschawdar; * 23. Februar 1925 in Odessa; † 27. Dezember 1989 in Kiew) war eine ukrainisch-sowjetische Opernsängerin (Koloratursopran) und Gesangspädagogin. 1952 wurde ihr der Titel Volkskünstlerin der UdSSR verliehen.

## Leben
1948 beendete sie das Odessaer Konservatorium und wurde im selben Jahr in die Truppe des Ukrainischen Oper- und Balletttheaters übernommen. 1949 hat sie beim Wettbewerb der Weltfestspiele der Jugend und Studenten in Budapest den zweiten Preis, beim gleichen Wettbewerb 1951 in Berlin den ersten Preis errungen. 1953 trat sie der KPdSU bei. Ab 1968 unterrichtete Tschawdar am Kiewer Konservatorium (seit 1979 als Professorin, Lehrstuhl für Sologesang).
Tschawdar trat in der UdSSR sowie im Ausland auf. Zum Repertoire Tschawdars gehörten im Wesentlichen die Sopranpartien der russischen und europäischen klassischen Oper:
- Lakmé (Lakmé von Delibes)
- Lucia (Lucia di Lammermoor von Donizetti)
- Ljudmila (Ruslan und Ljudmila von Glinka)
- Antonida (Ein Leben für den Zaren von Glinka)
- Musetta (La Bohème von Puccini)
- Schwanenprinzessin (Das Märchen vom Zaren Saltan von Rimski-Korsakow)
- Marfa (Die Zarenbraut von Rimski-Korsakow)
- Rosina (Der Barbier von Sevilla von Rossini)
- Gilda (Rigoletto von Verdi)
- Violetta (La traviata von Verdi)

## Auszeichnungen und Ehrungen
- Tschawdar wurde mit dem Leninorden, dem Orden der Oktoberrevolution und dem Orden des Roten Banners der Arbeit ausgezeichnet.
- In Kiew ist seit 2009 zu Ehren Tschawdars eine Straße (ukrainisch Вулиця Єлизавети Чавдар) benannt.[1]